# Arctodiaptomus steindachneri
Arctodiaptomus steindachneri is een eenoogkreeftjessoort uit de familie van de Diaptomidae. De wetenschappelijke naam van de soort is voor het eerst geldig gepubliceerd in 1897 door Richard.